# Ионов, Василий Иванович
Васи́лий Ива́нович Ио́нов (2 августа 1923, с. Ахлебинино, Пензенская губерния — 2010, Октябрьский, Башкортостан) — главный инженер НГДУ «Туймазанефть» (1971—1981), начальник Октябрьской центральной базы производственного обслуживания объединения «Башнефть» (1981—1989). Лауреат премии имени академика И. Губкина, Заслуженный нефтяник Башкирской АССР.

## Биография
В 1942 году работал токарем на Ишимбайском машиностроительном заводе.
В том же году добровольцем вступил в Красную армию, участник Великой Отечественной войны, удостоен боевых наград. Демобилизован в 1947 году.
В 1950 году с отличием окончил Ишимбайский нефтяной техникум, работал механиком промысла в тресте «Туймазанефть».
В 1962 году окончил Уфимский нефтяной институт, получил квалификацию «инженер-нефтяник» по специальности «Машины и оборудование нефтяных и газовых промыслов». В 1961—1981 годы — механик по обработке скважин на третьем промысле, старший механик цеха капитального ремонта скважин, начальник цеха газокомпрессорного хозяйства, главный механик, главный инженер НГДУ «Туймазанефть».
В 1981—1989 годы — начальник Октябрьской центральной базы производственного обслуживания (ОЦБПО) в нефтяной компании «Башнефть»; в это время работы было реконструировано несколько цехов, сданы три жилых дома, столовая, расширен детский сад.
В 1989 году вышел на пенсию.

## Научно-производственная деятельность
Возглавлял в филиале УНИ государственную комиссию. Инициатор разработки новых видов оборудования. Один из участников перевода на однотрубную систему сбора продукции, безвышечной эксплуатации. Организатор централизованного ремонта нефтепромыслового оборудования. Имеет 16 авторских свидетельств на изобретения.

## Награды и признание
- две медали «За отвагу» (…[3], 18.4.1945[1])
- орден «Знак Почёта» (1974)[3][4]
- орден Отечественной войны 2-й степени (23.12.1985)[1]
- орден Трудового Красного Знамени (1986)[3][4]
- отличник нефтяной промышленности СССР[3]
- почётный нефтяник СССР[3][К 1]
- заслуженный нефтяник Башкирской АССР (1980)[3][4]
- премия им. И. М. Губкина[4]
- двенадцать медалей ВДНХ[3]
- Почётный гражданин города Октябрьского (1988)[К 2].

## Память
Одна из улиц г. Октябрьский носит имя В. И. Ионова.

## Комментарии
1. ↑  По другим данным[4] — почётный нефтяник Башкирской АССР (1979).
2. ↑  Решение Совета народных депутатов от 28 июля 1988 года[3].